# Прапор Великої Британії
Велика Британія використовує як національний прапор королівський штандарт (названий Union Flag чи Union Jack). Правильні пропорції — 3:5 або 1:2. Назва «Юніон Джек» походить від англійської назви гюйс — прапора, піднятого на військових кораблях.
Прапор Великої Британії починає свою історію з 1603 року, коли король Шотландії Яків VI успадкував престол Англії та став англійським королем під іменем Яків I. При цьому союз між Англією та Шотландією мав характер особистої унії, і вони залишалися незалежними державами. 12 квітня 1606 року затверджено новий прапор союзних держав: на шотландське знамено Святого Андрія (білий косий хрест на синьому тлі) накладено англійський прапор Святого Георга (червоний хрест на білому тлі).
Спершу прапор використовували тільки на морі як військовими, так і торговельними кораблями обох країн. 5 травня 1634 року його було наказано використовувати тільки військовим судам як гюйс, у той час, як торговельні кораблі повинні були підіймати прапори Святого Георга (англійські) та святого Андрія (шотландські). При цьому наземні частини продовжували використовувати прапори своїх країн. У Шотландії був ще розповсюджений варіант національного прапора, у якому білий хрест святого Андрія розміщувався вище червоного англійського хреста.
Шотландський варіант прапора обмежено використовували у 1606—1707 роках.
Після прийняття у 1707 році Акта про Унію, об'єднання обох королівств у єдине Королівство Великої Британії, об'єднане знамено стало прапором нової держави. 1801 року з прийняттям Акта про об'єднання Великої Британії та Ірландії було утворено Об'єднане королівство Великої Британії та Ірландії. До прапора додано символ Ірландії — хрест Святого Патрика. При цьому білий шотландський та червоний ірландський хрест перетинаються відповідним чином. У такому вигляді прапор Великої Британії й дійшов до наших днів. Слід відзначити, що синій колір сучасного шотландського прапора світліший за синій колір, який використовують в «Юніон Джеку» (прапора Великої Британії).

## Підняття прапора над державними будівлями
До липня 2007 року Прапор Союзу піднімався на урядових будівлях Великої Британії лише в обмежену кількість спеціальних днів щороку. Вибір днів здійснювався Департаментом культури, медіа та спорту (DCMS) . Урядові будівлі — це ті, що використовуються державними службовцями, Короною або збройними силами. Вони не застосовувалися до приватних громадян, корпорацій або місцевих органів влади .
3 липня 2007 року міністр юстиції Джек Стро представив парламенту зелену книгу під назвою «Управління Британією» . Разом з низкою запропонованих змін до конституційного устрою Великої Британії було оголошено про проведення консультацій щодо того, чи слід пом'якшити правила вивішування прапорів на урядових будівлях Великої Британії.
Через два дні прем'єр-міністр Гордон Браун оголосив, що з негайним набуттям чинності прапор Союзу буде майоріти на флагштоку над головним входом на Даунінг-стріт, 10, кожен день у році. Це мало на меті посилити почуття британської національної ідентичності. Інші урядові відомства Великої Британії попросили наслідувати цей приклад, і всі урядові будівлі у Вайтхоллі зробили це .
Джеймс Пернелл, міністр культури з червня 2007 по січень 2008 року в адміністрації Брауна, згодом погодився зі скасуванням обмежень — до проведення консультацій щодо довгострокових заходів.

### Дні прапора
До днів прапора, які визначає DCMS, належать дні народження членів Королівської родини, річниця весілля монарха, День Співдружності, День приєднання, День коронації, Офіційний день народження Короля, Неділя пам'яті, а також (у Великому Лондоні) у дні державного відкриття та пророгації Парламенту .
З 2024 року відповідними днями є:
- Другий понеділок березня (День Співдружності)
- 9 квітня (річниця весілля Короля та Королеви)
- 6 травня (річниця коронації Короля та Королеви)
- друга субота червня (офіційний день народження Короля)
- 21 червня (день народження Принца Уельського)
- 17 липня (день народження Королеви)
- 8 вересня (річниця сходження на престол Короля)
- Друга неділя листопада (Неділя пам'яті)
- 14 листопада (фактичний день народження Короля)

Крім того, у зазначені дні прапор має бути піднятий у наступних областях :
- Уельс, 1 березня: День Святого Давида
- Північна Ірландія, 17 березня: День Святого Патріка
- Англія, 23 квітня: День Святого Георгія
- Шотландія, 30 листопада: День Святого Андрія
- Великий Лондон: відкриття та пророгація Парламенту

Деякі нецентральні органи влади все ще продовжують дотримуватися днів прапора.
У Шотландії уряд постановив, що прапор Шотландії («Салтир») має майоріти на всіх його будівлях щодня з 8 ранку до заходу сонця, але не існує конкретної політики щодо вивішування прапора Союзу, і тому його іноді вивішують поряд із Салтиром, а іноді не вивішують взагалі. Виняток зроблено для «національних днів». У ці дні Сальтир приспускається і замінюється на Державний прапор. Це ті ж самі дні, що й вищезгадані дні прапора, за винятком 3 вересня (День торговельного флоту) .
У День святого Андрія прапор Союзу може бути піднятий лише в тому випадку, якщо на будівлі є більше одного флагштока — салтир не буде приспущений, щоб звільнити місце для прапора Союзу, якщо є лише один флагшток .

### Представництво Уельсу
У листопаді 2007 року тодішній міністр культури Маргарет Ходж заявила, що розгляне можливість зміни дизайну прапора, включивши до нього валлійського дракона, під час дебатів у Палаті громад щодо частоти, з якою прапор піднімається над державними будівлями. Спочатку це питання підняв Ян Лукас, інший член парламенту від лейбористів, який поскаржився на те, що прапор, запроваджений у 1606 році після сходження Якова VI Шотландського на англійський престол, коли Яків I вважав валлійське населення англійцями, містив під дужкою Англії та Уельсу (представлений хрестом Святого Георгія), який він потім поєднав із салірою Святого Андрія, що символізувала об'єднання Англії та Шотландії. Цей принцип продовжився і в 1801 році, коли хрест Святого Патрика був включений після унії з Ірландією згідно з Актом 1800 року. Лукас стверджував, що ідентичність Уельсу придушувалася ще з часів Законів Уельсу 1535-1542 років. Під час дебатів член парламенту Альберт Оуен заявив, що «ми в Уельсі не відчуваємо себе частиною союзного прапора, тому що на ньому немає ні дракона, ні хреста Святого Давида» . Член парламенту від консерваторів Стюарт Джексон назвав ці коментарі «ексцентричними» .

### Північна Ірландія
У Північній Ірландії прапор Союзу піднімається над будівлями Управління Північної Ірландії відповідно до Положення, опублікованого у 2000 р. У 2002 р. до Положення були внесені зміни, які скасували вимогу піднімати прапор у дні народження королеви Єлизавети, королеви-матері, і принцеси Маргарет, графині Сноудон, які померли того ж року. Поточні дні прапора збігаються з вищезгаданими днями уряду Сполученого Королівства, за винятком дня народження королеви Камілли, який був доданий до днів прапора Великої Британії після її весілля з королем Чарльзом у 2005 р., але поки що не розповсюджувався на Північну Ірландію .
Поліцейська служба Північної Ірландії є єдиним органом у Сполученому Королівстві, якому не дозволено вивішувати Союзний прапор, і якому дозволено вивішувати свій службовий прапор або Королівський штандарт лише у випадку візиту Суверена.

### Незалежність Шотландії
Станом на 2013 рік було зроблено багато пропозицій щодо того, як можна було б змінити Союзний прапор, щоб створити прапор для союзу Англії, Уельсу та Північної Ірландії після можливої незалежності Шотландії . Колегія зброї заявила, що немає необхідності змінювати прапор за таких обставин, і існуючий прапор може продовжувати використовуватися, якщо є бажання. Щодо вилучення шотландських геральдичних елементів з прапора Союзу, Суд лорда Ліона заявив у 2012 році, що «[це] було б спекуляцією на даному етапі, і ми могли б перейти цей міст лише тоді, коли ми до нього дійдемо» .

## Конструкція прапора
|                                    |
| Конструкція прапора. Пропорції 3:5 |

|                                    |
| Конструкція прапора. Пропорції 1:2 |

## Схожі полотнища

Прапор Країни басків

## Галерея

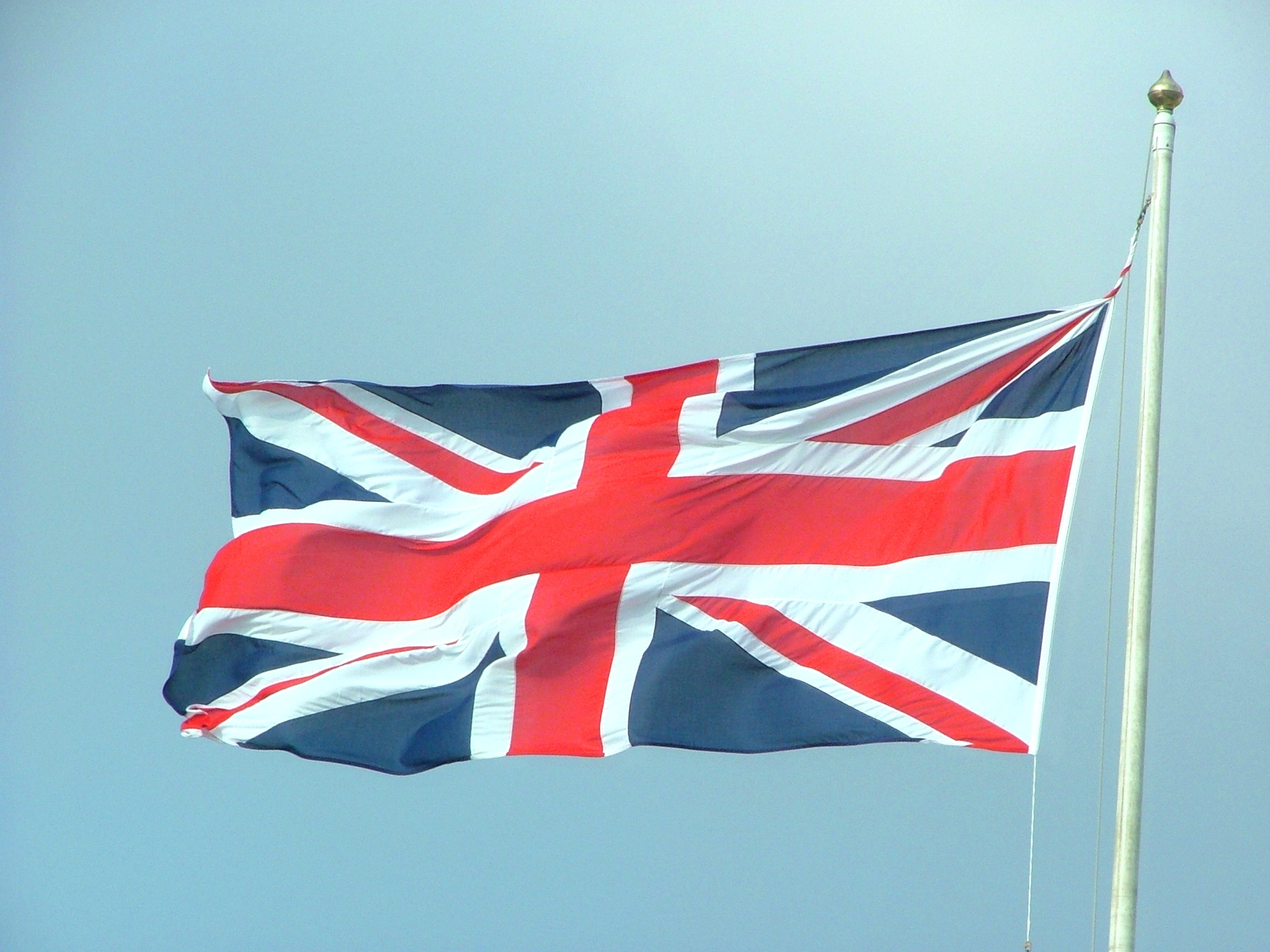
Прапор Великої Британії
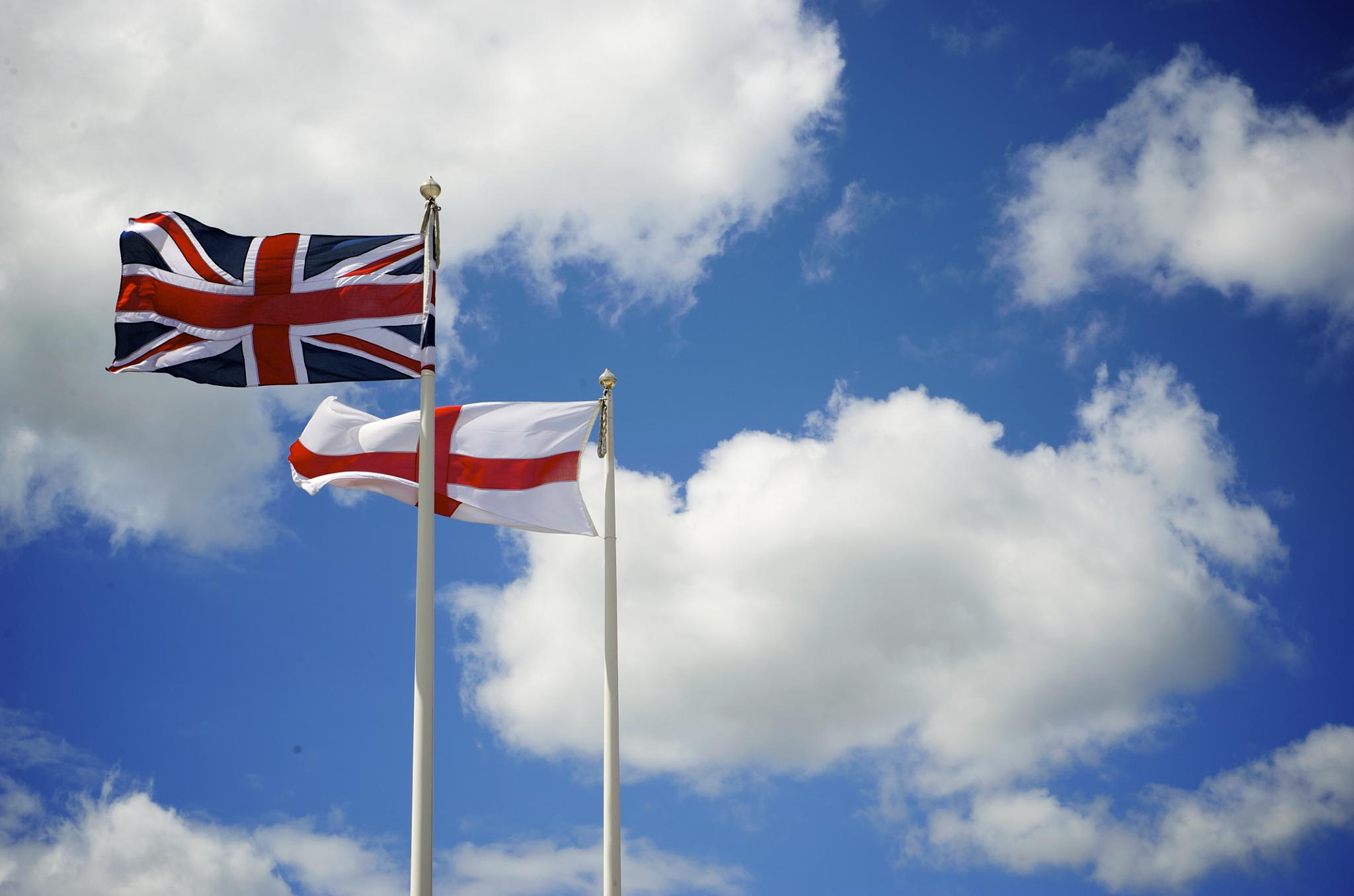
Прапор Англії та Великої Британії
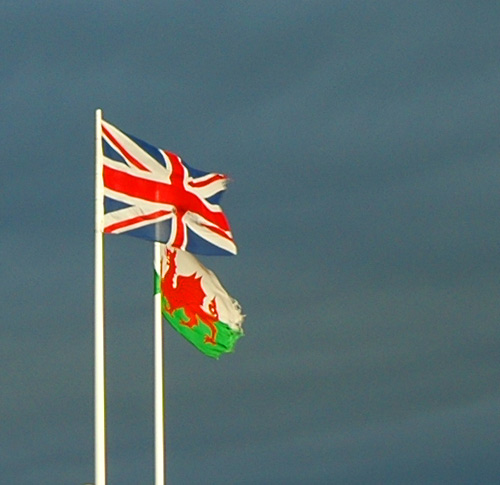
Прапор Уельсу та Великої Британії
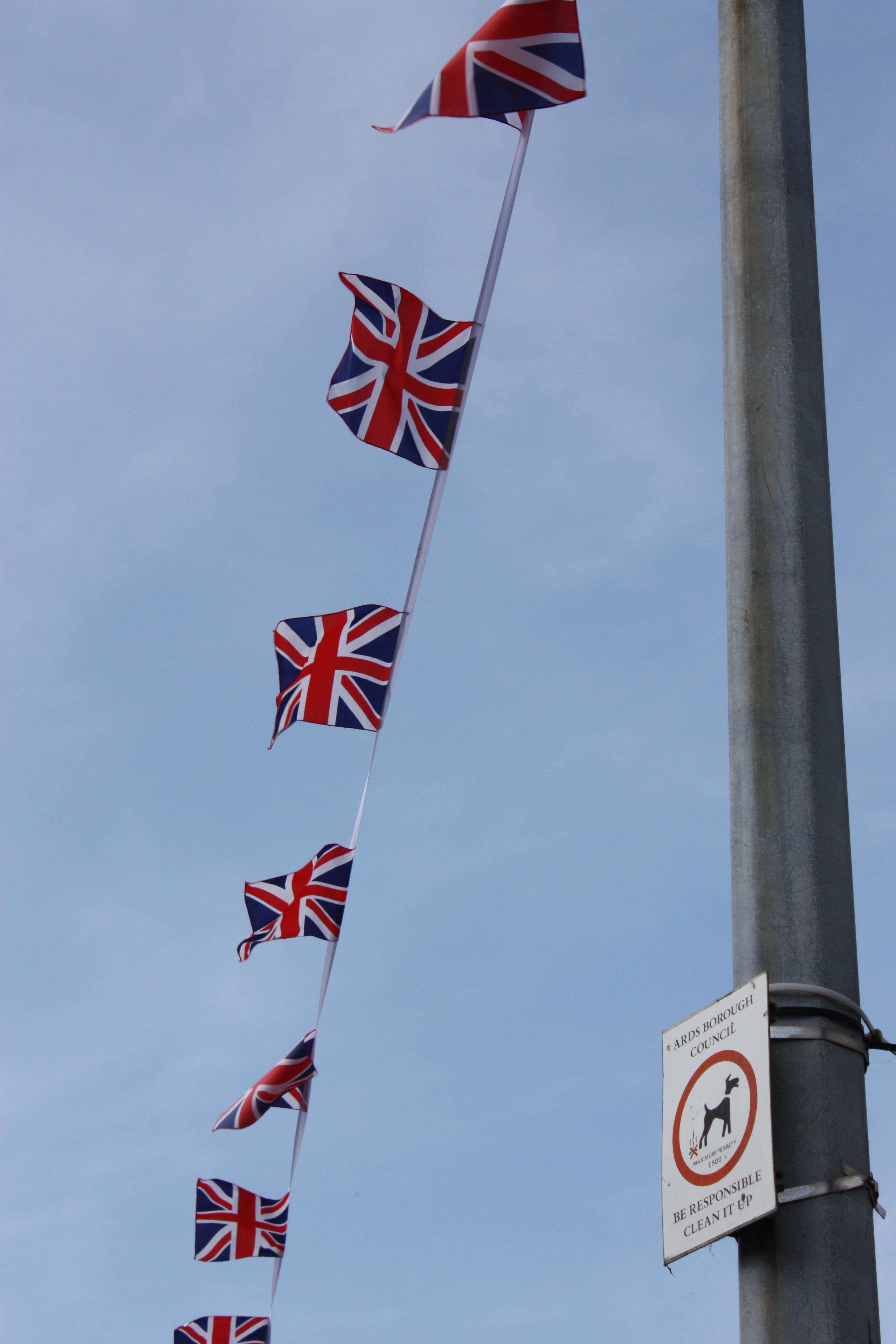
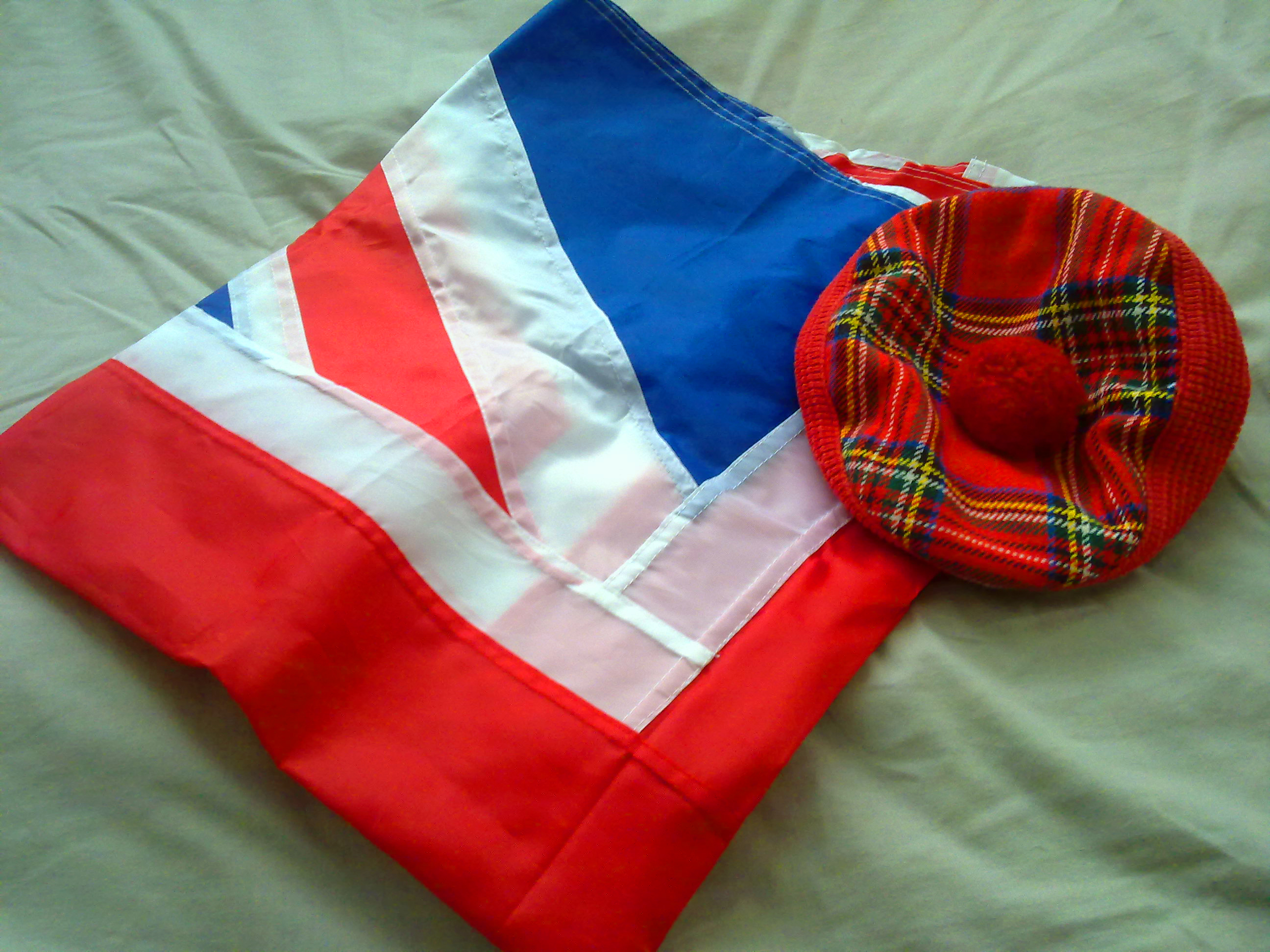
Прапор та Тартан